# Magyar Telekom
Magyar Telekom Nyrt. – węgierski dostawca usług telekomunikacyjnych. Większościowym udziałowcem Magyar Telekom jest grupa Deutsche Telekom (59,2%).
Przedsiębiorstwo zostało założone w 1991 roku.